# Nedoats Indian Reserve 11
Nedoats Indian Reserve 11 är ett reservat i Kanada.   Det ligger i provinsen British Columbia, i den centrala delen av landet, 3 700 km väster om huvudstaden Ottawa. Nedoats Indian Reserve 11 ligger vid sjön Babine Lake.
Runt Nedoats Indian Reserve 11 är det glesbefolkat, med 11 invånare per kvadratkilometer.